# Melchtal
Melchtal (toponimo tedesco) è una valle e una frazione del comune svizzero di Kerns, nel Canton Obvaldo.

## Geografia fisica
La Melchtal è una valle delle Alpi Urane attraversata dal fiume Aa di Melch, tributario dell'Aa di Sarnen, e si estende sul versante sudoccidentale del monte Stanserhorn; sul suo territorio si trova il lago di Melch, formato dall'omonima diga. La valle confina a sud con l'altopiano di Melchsee-Frutt.

## Monumenti e luoghi d'interesse
- Chiesa parrocchiale di Santa Maria Ausiliatrice, eretta nel 1618, ampliata nel 1780 e ricostruita nel 1928[1];
- Convento di Melchtal, convento benedettino femminile fondato nel 1868 con chiesa conventuale del Santo Spirito eretta nel 1869[1].

## Geografia antropica
La valle appartiene interamente al comune di Kerns; gli abitanti si concentrano nel villaggio di Melchtal, in alcuni insediamenti sparsi nella valle (Schild, Stöckalp) e nei vari insediamenti di Melchsee-Frutt, per lo più a destinazione turistica.

## Economia
L'economia locale si basa prevalentemente sul settore primario (allevamento, economia alpestre) e sul turismo.